# Aleh Wołach
Aleh Wołach, biał. Алег Волах, ros. Олег Антонович Волох, Oleg Antonowicz Wołoch (ur. 8 kwietnia 1942 w kraju chabarowskim, Rosyjska FSRR) – białoruski piłkarz, grający na pozycji napastnika, trener piłkarski.

## Kariera piłkarska

### Kariera klubowa
Urodził się w 1942 roku w Kołymie. Jego ojciec po studiach w Technikum Ekonomicznym w Moskwie w 1940 roku został wysłany na Daleki Wschód, aby prowadzić jeden z nowych oddziałów banku. Tam poznał matkę rodem z Leningradu. Mając 5 lat wraz z rodziną przeniósł się do Zachodniej Ukrainy, tak jak jego ojciec został służbowo skierowany do kierowania instytucją finansową w miasteczku Zabłotów obwodu Stanisławowskiego, a następnie został przeniesiony do pobliskiej Kołomyi.
W 1959 roku rozpoczął karierę piłkarską w miejscowej drużynie Spartak Stanisław. Po ukończeniu 10-letniej szkoły w 1961 zaczął studiować w Instytucie Kultury Fizycznej we Lwowie, gdzie został piłkarzem miejscowego Silmaszu Lwów. Jednak w 1963 rodziców ponownie skierowali na nowe miejsce pracy, tym razem do Kazachstanu. Piłkarz został zawodnikiem miejscowego ADK Ałmaty, a potem przeszedł do Wostoka Ust'-Kamenogorsk. W Wostoku został królem strzelców i kapitanem drużyny. W 1966 został zaproszony do Kajratu Ałmaty. W 1969 przeszedł do Dynamy Mińsk. Latem 1971 powrócił do Kazachstanu, gdzie występował w Spartaku Semipałatinsk. W 1974 zakończył karierę w Torpedo Żodino.

## Kariera trenerska
Karierę szkoleniowca rozpoczął w 1973 roku. W Torpedo Żodino przez dwa lata łączył funkcje trenerskie i piłkarza, a potem kolejne dwa lata samodzielnie prowadził klub. Od 1977 do 1978 trenował Dniapro Mohylew. W 1978 wyjechał do Kazachstanu, pracował w Spartaku Semipałatinsk na różnych stanowiskach. W 1988 powrócił do Białorusi i potem pracował jako trener piłki nożnej w Młodzieżowej Szkole Specjalistycznej Rezerwy Olimpijskiej "Pracounyja Rezierwy" w Mińsku. W 1990 trenował Łucz Mińsk. Od 1991 do 2000 pracował w Szyńniku Bobrujsk, który potem zmienił nazwę na Biełszynę Bobrujsk. Od maja do listopada 2000 ponownie kierował kazachskim Spartak Semej. Potem pracował z żeńskimi drużynami Bobrujczanka Bobrujsk i Białorusi. Później ponownie pracował w Biełszynie Bobrujsk.

## Sukcesy i odznaczenia

### Sukcesy trenerskie
Biełszyna Bobrujsk
- wicemistrz Białorusi: 1997
- zdobywca Pucharu Białorusi: 1997, 1999

### Odznaczenia
- tytuł Mistrza Sportu ZSRR: 1967